# برايان دوغاتي
برايان دوغاتي (بالإنجليزية: Brian Doughty)‏ هو سياسي أمريكي، ولد في 17 يونيو 1971. حزبياً، نشط في الحزب الديمقراطي. وقد انتخب عضو مجلس نواب ولاية يوتا.